# Deltophora
Deltophora là một chi bướm đêm thuộc họ Gelechiidae.